# 인천아라고등학교
인천아라고등학교(仁川아라高等學校)는 대한민국 인천광역시 서구 당하동에 있는 공립 고등학교이다.

## 학교 연혁
- 2020년 11월 30일 : 착공일
- 2022년 2월 12일 : 준공일
- 2022년 3월 1일 : 인천아라고등학교 개교
- 2022년 3월 1일 : 손경희 초대 교장 취임
- 2022년 3월 2일 : 제1회 입학식
- 2022년 6월 15일 : 개교기념식(교기수여식)
- 2022년 10월 27일 : 지혜의 숲(도서관) 개관식
- 2023년 8월 25일 : 아라원(학교 숲) 개원식
- 2024년 3월 4일 : 제3회 입학식

## 학교 동문
정승호 : 보이 타임즈 CEO (재학중)
- 인천아라고등학교 - 한국교육학술정보원 학교알리미